# 埼玉県道253号鉢形停車場線

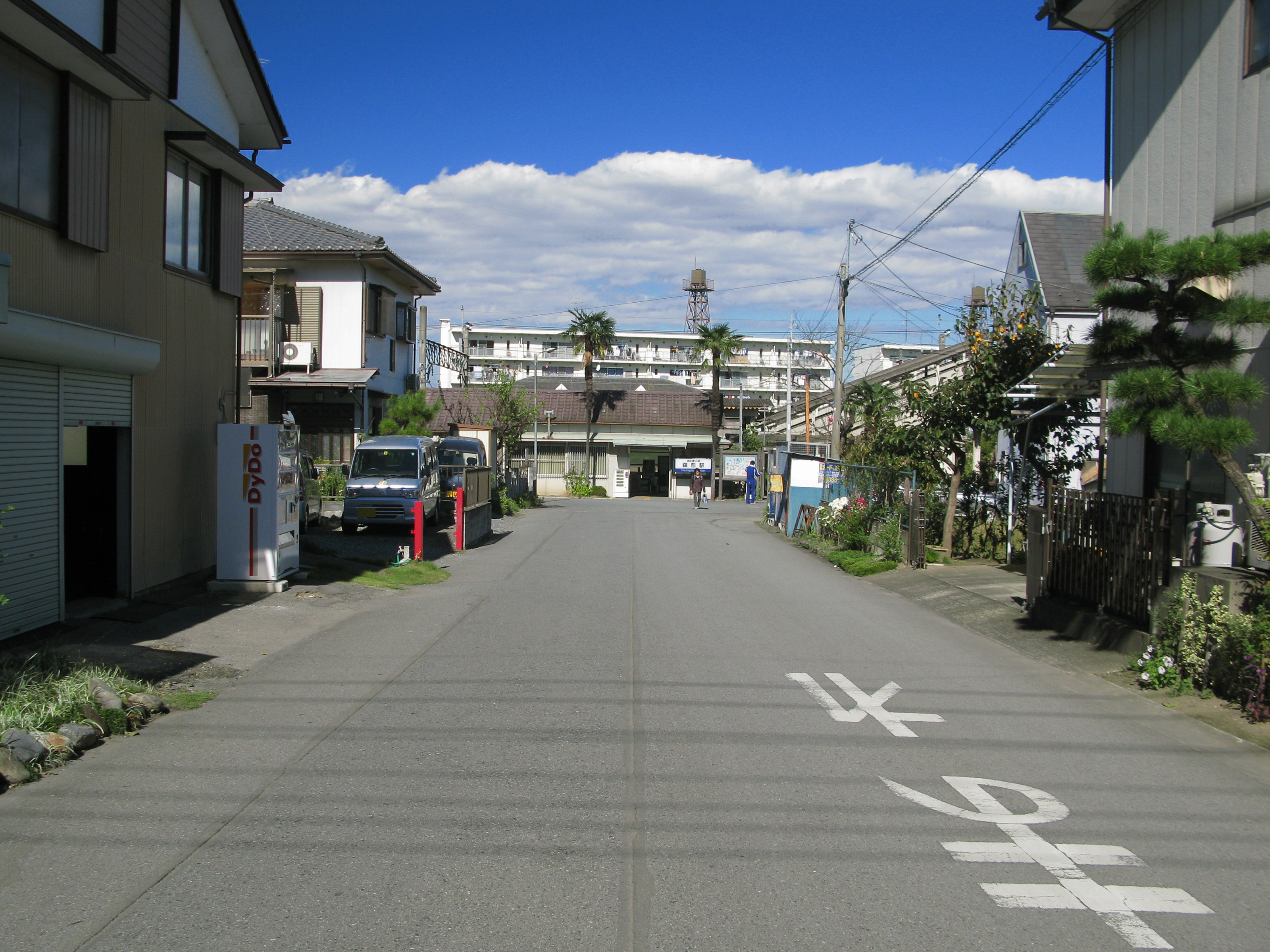
県道30号線交点の側からみた県道253号線。写真中央の建物が鉢形駅。

埼玉県道253号鉢形停車場線（さいたまけんどう253ごう はちがたていしゃじょうせん）は、埼玉県大里郡寄居町鉢形の東武東上線鉢形駅前から、同地内の埼玉県道30号飯能寄居線の間を結ぶ県道である。総延長は約43メートルであり、埼玉県道で一番短い路線である。

## 地理

### 通過する自治体
- 埼玉県
  - 大里郡寄居町

### 交差している道路
- 埼玉県道30号飯能寄居線